# 李元振
李元振，字貞孟，號惕園。河南柘城縣人。清朝榜眼，政治人物。

## 生平
康熙三年（1665年）中式甲辰科一甲第二名進士。授翰林院編修。官至工部左侍郎。著有《惕園文集》。